# Ridderorden in België
In België bestaan ridderorden van de Belgische staat en er zijn ook ridderlijke orden actief. Een aantal daarvan wordt "Nationale Orde" genoemd. Sommige orden waren ingesteld om in Congo, indertijd privébezit van koning Leopold II, te worden verleend. Hieronder volgt een opsomming van orden en orden van verdienste op Belgische bodem.
Orden aangeduid met een '*' worden niet meer verleend.

## DeBourgondische Nederlanden
- De Orde van het Gulden Vlies (1429). Deze orde behoort tot het erfgoed van de Bourgondische landen maar Brussel, waar de schat van de orde eeuwenlang werd bewaard, was eeuwenlang belangrijk voor de orde.

## DeOostenrijkse Nederlanden
Tijdens de 18e eeuw nam de Oostenrijkse tak van de Orde van het Gulden Vlies Zuid-Nederlandse edelen in haar midden op. De keizers in Wenen verleenden in de tweede helft van de eeuw eigen orden van Verdienste.

## HetVerenigd Koninkrijk der Nederlanden
- De Militaire Willems-Orde (1815)
- De Orde van de Nederlandse Leeuw  (1815) in het toenmalige tweetalige Nederlands-Franse instellingsbesluit "Ordre du Lion Belgique" genoemd (Belgique = Nederlandse).

## HetKoninkrijk België
- De Leopoldsorde (1832)
- De Orde van de Afrikaanse Ster (1888); oorspronkelijk een Congolese Koloniale Ridderorde*
- De Koninklijke Orde van de Leeuw (1891); oorspronkelijk een Congolese Koloniale Ridderorde*
- De Orde van de Kroon (1897); oorspronkelijk een Congolese Koloniale Ridderorde
- De Orde van Leopold II (1900); oorspronkelijk een Congolese Koloniale Ridderorde
- De Orde van Malta is ook in België actief[1]. Dat gebeurt in de rechtsvorm van de Belgische vereniging der leden van de soevereine militaire hospitaalorde van Sint Jan van Jeruzalem van Rhodos en van Malta. Eerder waren de Belgische edellieden meestal lid van het Grootprioraat van Oostenrijk-Bohemen.
- De Orde van het Belgisch Kruis. Belgische Koninklijke en Menslievende Vereniging der Dragers van Eretekens en Medailles toegekend voor Moed en Zelfopoffering.